# Octavio Valentine
Guillermo Octavio Valentine Valiente fue un médico, empresario minero y político peruano.
Fue propietario de varias minas cupríferas en la provincia de Yauli, departamento de Junín, junto diversos socios entre las que se enumeran la mina Gertrudis, la mina Santa Bárbara y la mina Ferrocarril en el cerro San Francisco. Luego de la derrota del Perú en la Guerra del Pacífico, la economía se volcó a la actividad extractiva metálica. Esto se vio fortalecido con la llegada a La Oroya, en 1893, del Ferrocarril Central.  Lizandro Proaño, cuñado de Valentine, inició junto a él la exploración minera en la zona de Morococha para encontrar cobre. Juntos constituyeron la Sociedad Minera Alapampa.
Fue elegido en 1913 como senador suplente del departamento de Junín. Cumplió su mandato durante los gobiernos de Guillermo Billinghurst, Oscar R. Benavides y el segundo gobierno de José Pardo. 